# Население Нарвы
Динамика и состав населения Нарвы являются отражением истории города и его географического положения на границе с Российской Федерацией. Нарва является крупнейшим по числу русскоязычного населения городом Эстонии. Максимальное число жителей было зафиксировано в 1992 году — 82 979 человек. С тех пор число нарвитян сократилось более чем на 20 тысяч и продолжает неуклонно снижаться. 
По данным переписи населения 2011 года, в Нарве проживали 58 663 человека, из них 3 031 (5,2 %) — эстонцы. 
По данным Нарвского департамента городского развития и экономики, на 1 января 2016 года в регистре народонаселения было зарегистрировано 60 406 человек, число жителей города составляло 58 204.
По данным Департамента статистики, по состоянию на 1 января 2021 года в городе проживали 53 424 человек, по данным регистра народонаселения численность населения Нарвы на 1 января 2020 составила 55 905 человек. По состоянию на 1 января 2021 года доля населения старше 65 лет в структуре населения города составляла 25,9 % населения (13 848 человек), а доля населения младше 14 лет составляла 13,5 % (7 213 человек); мужчины составляли 44,8 % от общего числа жителей города (23 955 человек), женщины — 55,2 % (29 469 человек).  

## Демография
В городе проживают представители 65 национальностей, назвавшие в качестве родного 41 язык.
Данные Департамента статистики о городе Нарва:
Число жителей  на 1 января каждого года:
| Год     | 2016   | 2017     | 2018     | 2019     | 2020     | 2021     | 2022     |
| ------- | ------ | -------- | -------- | -------- | -------- | -------- | -------- |
| Человек | 58 204 | ↘ 57 130 | ↘ 56 103 | ↘ 55 249 | ↘ 54 409 | ↘ 53 424 | ↗ 53 953 |

Число рождений:
| Год           | 2016 | 2017  | 2018  | 2019  |
| ------------- | ---- | ----- | ----- | ----- |
| Живорождённых | 503  | ↘ 421 | ↗ 427 | ↘ 382 |

Число смертей:
| Год     | 2016 | 2017 | 2018  | 2019  |
| ------- | ---- | ---- | ----- | ----- |
| Умерших | 837  | 837  | ↗ 885 | ↘ 853 |

Число иммигрантов:
| Год     | 2016 | 2017  | 2018    | 2019    |
| ------- | ---- | ----- | ------- | ------- |
| Человек | 760  | ↗ 852 | ↗ 1 079 | ↘ 1 605 |

Число эмигрантов:
| Год     | 2016  | 2017    | 2018    | 2019    |
| ------- | ----- | ------- | ------- | ------- |
| Человек | 1 510 | ↘ 1 336 | ↗ 1 476 | ↘ 1 436 |

Число учеников в школах:
| Год     | 2016  | 2017    | 2018    | 2019    |
| ------- | ----- | ------- | ------- | ------- |
| Человек | 6 009 | ↘ 5 962 | ↘ 5 924 | ↘ 5 757 |

## Родной язык
Согласно данным регистра народонаселения, в 2009 году родным языком назвали:
| Национальность | %      | Человек (тыс.) |
| -------------- | ------ | -------------- |
| Русские        | 80,9 % | 53,3           |
| Эстонцы        | 3,9 %  | 2,6            |
| Украинцы       | 2,6 %  | 1,7            |
| Белорусы       | 2,3 %  | 1,5            |
| Прочие         | 10,3 % | 7,1            |

- Русский язык: 55,2 тыс. человек (83,8 %),
- Украинский язык: 1,9 тыс. (2,9 %)
- Эстонский язык: 1,5 тыс. (2,3 %).
- Белорусский язык: 119 человек.
- Прочие: 7,1 тыс. (10,8 %)[6]

В 2020 году в городе проживали люди 77 национальностей: 
- 83,3 % нарвитян — русские,
- 3,6 % — эстонцы,
- 2,4 % — украинцы.

Многие нарвитяне плохо говорят по-эстонски. Министр социальных дел Эстонии, посетивший город в 2015 году, выступал с помощью переводчика, а молодые русскоязычные люди нередко общаются со своими эстонскими сверстниками по-английски.
Школы Нарвы, кроме одной (Эстонская гимназия Нарвы) — русскоязычные, но к 2019 году государство ввело обязанность преподавать в гимназической ступени русских школ предметы на эстонском языке в пропорции 60/40 (т. е. не менее 60 % предметов — только на эстонском языке).   
В городе действует отделение Союза объединения российских соотечественников в Эстонии.

## Гражданство
По данным регистра народонаселения, в 2020 году в Нарве проживали граждане 45 государств мира. По состоянию на 2020 год:
- 48,5 % нарвитян — граждане республики Эстония,
- 36,0 % нарвитян — граждане России,
- 0,5 % нарвитян  — граждане Украины,
- 0,2 % нарвитян — граждане Латвии,
- 0,2 % нарвитян — граждане Литвы,
- 0,1 % нарвитян — граждане Румынии,
- 13,6 % населения города — лица с неустановленным гражданством, обладатели «серых» паспортов (так называемые неграждане-апатриды),
- 0,9 % жителей Нарвы — граждане других стран.